# Пошип

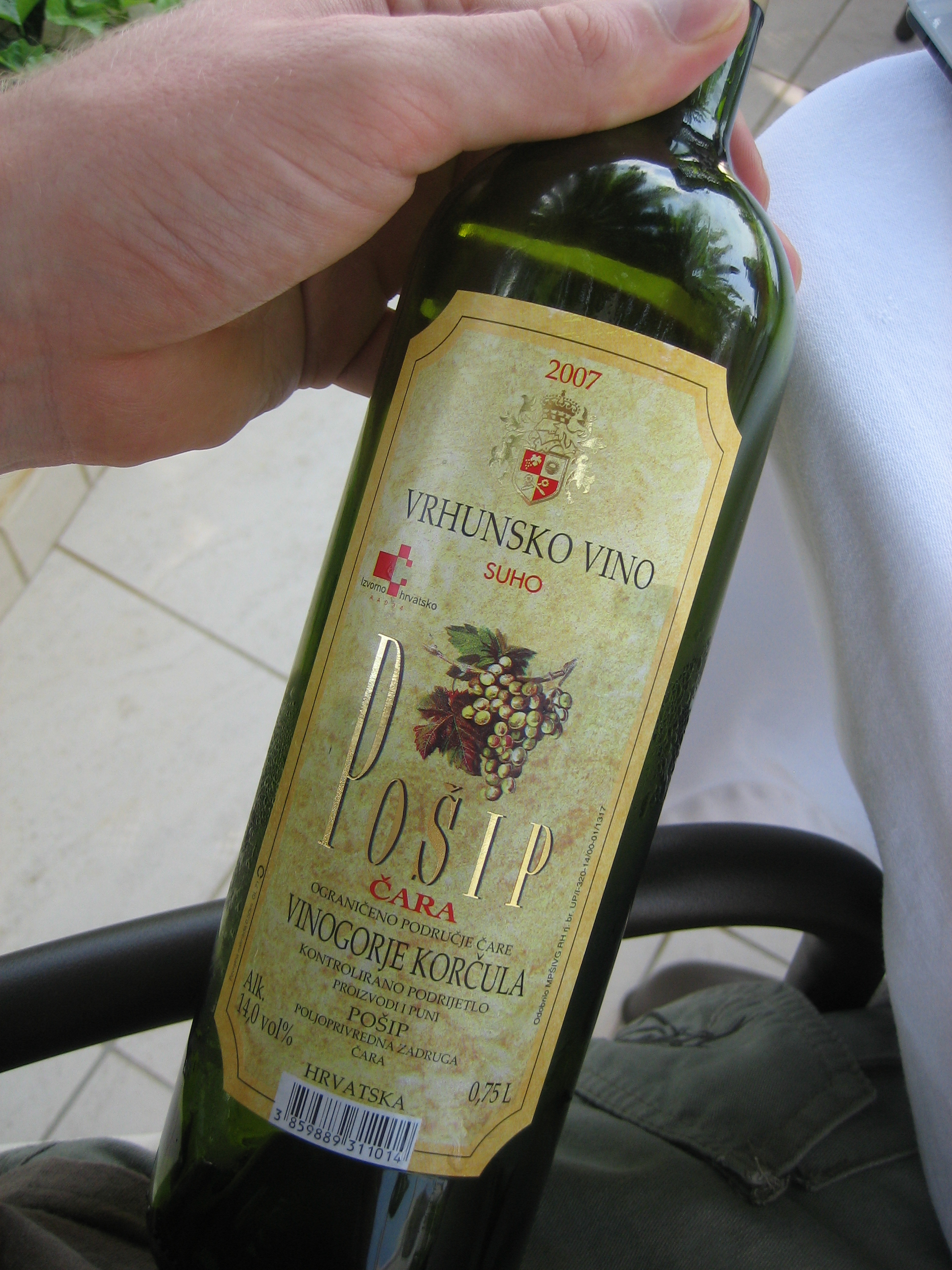
Пляшка Пошипу виноробні з Чари

По́шип (хорв. Pošip) — автохтонне біле вино з винограду, який в основному вирощується в Далмації (Хорватія) на острові Корчула, хоча невелика кількість також вирощується на півострові Пелешац. Найкращі умови для вирощування винограду для цього вина — поблизу населених пунктів Чара і Смоквіца. Незважаючи на вирощування того ж винограду, кожен регіон має свої особливі характеристики.
Пошип є першим хорватським білим вином з охоронюваним географічним походженням.
Невелика обмежена кількість червоних вин (в основному Plavac Mali) також виробляється з винограду, що виростили на Корчулі, але основна увага на острові приділяється білому винограду.
Пошип характеризується високим відсотком алкоголю (від 13 до 14,5 %). Рекомендується до рибних страв, а також пршуту і національних хорватських сирів, таких як пажський сир .

## Основні характеристики
Колір: білий; варіюється від блідо-зелених відтінків до найглибшого медового золота.

Текстура (тіло): багата.

Смаки: пікантні яблука, тонкі ванільні спеції, цитрусові фрукти і мигдалевий аромат.

Походження: Чара і Смоквіца, острів Корчула.

Ціновий діапазон: від $10 за пляшку 75cl. 

## Виробництво
Бродіння пошипу сповільнене і вимагає багато терпіння. Нове молоде вино постійно зберігається при температурі до 12°С. Низька температура захищає вишуканий аромат вина.

Пошип потребує від 6 до 9 місяців бродіння, він зберігається в прохолодних традиційних підвалах.

Вино готове до розливу у пляшки приблизно через 9 місяців або більше, залежно від погодних умов певного року виробництва.